# Polizeiruf 110: Abgründe (1990)
Abgründe ist ein deutscher Kriminalfilm von Reinhard Stein aus dem Jahr 1990. Der Fernsehfilm erschien als 139. Folge der Filmreihe Polizeiruf 110.

## Handlung
Im Elbsandsteingebirge stürzt ein junger Mann von einem Felsen in den Tod. Unweit ist gerade der Wanderführer Max Haase mit einer Gruppe Touristen unterwegs und alarmiert die Polizei. Oberleutnant Jürgen Hübner und Oberleutnant Lutz Zimmermann übernehmen die Ermittlungen. Der Mann hatte keine Ausweispapiere bei sich, dafür aber einen pathetisch-altmodisch geschriebenen Abschiedsbrief, in dem er einen Mord als Motiv für seinen Sprung angibt. Da sich in seinem Magen Speisereste vom Mittagessen befinden, begibt sich Jürgen Hübner als erstes in die unweit des Tatorts gelegene Gaststätte Felsenkeller. Sie war das einzige Lokal, das mittwochs trotz Schließtag geöffnet hatte. Der Wirt Genghein erinnert sich an den jungen Mann, der sich „Backmann“ nannte. Auch andere Gäste des Lokals, darunter Schnitzer Wolf und Uhrmacher Reichard, haben den jungen Mann gesehen. Der Revierförster traf ihn später im Wald und Backmann erkundigte sich nach dem Weg zur Waldbühne. Bei ihm war eine blonde Frau, die nach dem Zugverkehr an diesem Tag fragte. Der ABV sah beide schließlich am Bahnhof, als die junge Frau abfuhr.
Max Haase kennt seit Jahren sämtliche Details der Gegend. So fällt ihm auch auf, dass die Bank am Plateau, von dem Backmann sprang, verrückt wurde. Wäre Backmann von der Stelle gesprungen, an der die Bank eigentlich stand, wäre er auf einem durch Laub gepolsterten Felsvorsprung gelandet und hätte den Sturz überlebt. Max Haase erinnert sich auch an verschiedene Schlupfwinkel unweit des Tatorts, darunter einen Geheimgang unter der alten Waldbühne. In dem Gang finden die Ermittler Backmanns Unterschlupf. Hier lagern auch ausgepolsterte Kisten, in denen die Ermittler einen Porzellandeckel finden. Untersuchungen ergeben, dass der Deckel zu einem Service gehört, das vor einiger Zeit im Schloss Domburg gestohlen wurde. Auch der Aschenbecher von Schnitzer Gerd Wolf ist Teil des Services und Wolf gibt an, die Schale auf einem Flohmarkt erworben zu haben.
Vergeblich suchen die Ermittler in ihren Karteien nach einem „Backmann“. Lutz Zimmermann erfährt von einer Freundin, dass der Name in Magdeburg eine umgangssprachliche Bezeichnung für einen „Problembürger“ ist. Tatsächlich fand sich unweit des Tatorts der Teil eines Zettels mit der Anschrift eines Clubs in Magdeburg und mehreren Zugverbindungen. Jürgen Hübner begibt sich nach Magdeburg, wo die Clubbesitzer ihm bestätigen, dass der Zettel Anja Ludwig gehört – der blonden Begleiterin des Toten. Anja Ludwig wohnt zur Untermiete bei Ute Usch und Jürgen Hübner erkennt schon beim Betreten der Wohnung, dass zahlreiche Fotos an der Wand den Toten zeigen: Es handelt sich um Ferdinand Usch, angehender Maler und Sohn von Ute Usch. Er lebte seit einiger Zeit mit Anja in einer umgebauten Mühle an der Elbe. In seinem dortigen Atelier finden die Ermittler nicht nur Gemälde, die Anja schwanger zeigen, sondern auch zahlreiche Kisten mit Porzellan – der Rest des Raubes aus Schloss Domburg.
Von Ute Usch erfahren die Ermittler, dass Ferdinand den Raub nicht begangen haben kann, weil er zu dem Zeitpunkt nicht nur bei ihrer Geburtstagsfeier anwesend war, sondern zwischendurch auch seine Psychologin besuchte. Die Ärztin bestätigt, dass Ferdinand sich bei ihr behandeln ließ. Sie bezweifelt, dass Ferdinand tatsächlich Selbstmord begehen wollte und meint, der Sprung samt Abschiedsbrief erinnere sie eher an eine theatralische Inszenierung. Jürgen Hübner kehrt nach Hause zurück. Hier meldet sich eines Tages Anja Ludwig auf dem Polizeipräsidium. Sie war im Urlaub und berichtet den Ermittlern nun, dass Ferdinand tatsächlich plante, einen Selbstmord vorzutäuschen, sollte „alles schiefgehen“. Als Orientierungspunkt diente ihm die Bank, die jedoch ohne sein Wissen von Uhrmacher Reichard verschoben wurde, da ihn an einem Tag das Licht blendete. Ferdinand wollte mit dem Raub für sich, Anja und das gemeinsame Kind vorsorgen.
Die Ermittler ahnen, dass Ferdinand nicht allein handelte. Zunächst vermuten sie in Schnitzer Wolf einen Komplizen, doch stellt sich heraus, dass Ferdinand Wolfs uneheliches Kind mit Ute Usch war. Er suchte ihn kurz vor seinem Tod auf und wollte Geld haben, damit er untertauchen kann. Wolf gab ihm jedoch nur etwas Bargeld, vor allem für die schwangere Anja. Von der Tat selbst wusste er nichts. Verschiedene Details weisen schließlich auf den Wirt des Felsenkellers als Mittäter hin. Jürgen Hübner und Lutz Zimmermann spannen Max Haase in ihre Arbeit ein. Er besucht den Felsenkeller und behauptet vor Wirt Genghein, dass bald an der alten Waldbühne Probebohrungen durchgeführt werden. Die Ermittler legen sich auf die Lauer und können Genghein auf frischer Tat stellen, als er die Kisten mit dem Porzellan aus dem unterirdischen Gang zu bergen versucht. Er wusste nicht, dass Ferdinand die Kisten heimlich geleert und das Porzellan nach Magdeburg gebracht hatte. Er schimpft auf ihn, habe er doch den Bruch geplant und habe dann ihn ängstlich den Einbruch alleine durchführen lassen. Genghein wird verhaftet.

## Produktion
Abgründe (Arbeitstitel Schatten / Von Furien verfolgt) wurde vom 28. November 1989 bis Mitte Februar 1990 in Dresden, Magdeburg, Bad Schandau, bei Lichtenhain und in Ottendorf gedreht. Die Kostüme des Films schufen Joachim Voeltzke und Ruth Völker, die Filmbauten stammen von Gudrun Müller. Der Film erlebte am 19. August 1990 im 1. Programm des Fernsehens der DDR seine Premiere. Die Zuschauerbeteiligung lag bei 21,3 Prozent.
Es war die 139. Folge der Filmreihe Polizeiruf 110. Oberleutnant Jürgen Hübner ermittelte in seinem 60. Fall, Oberleutnant Lutz Zimmermann in seinem 22. Fall und Major Jäger in seinem 4. Fall.